# كرامة (قرية)
ڭرامة هي قرية أمازيغية مغربية وجماعة قروية وسط غربي المغرب. تنتمي ڭرامة لإقليم ميدلت بجهة مكناس تافيلالت. تضم هذه الجماعة القروية 3.499 نسمة (إحصاء 2004). أما المركز فيضم 3987 نسمة.